# Vila Barraginha
A Vila Barraginha localiza-se ao sul do da cidade de Contagem, em terreno doado ao município pela Companhia de Distritos Industriais de Minas Gerais. A ocupação desta região ocorreu a partir da implantação do Distrito Industrial Coronel Juventino Dias, em 1941, com a instalação da empresa Cimentos Itaú e da Magnesita, no ramo de refratários. Ao final dos anos 1950, a Cidade Industrial havia se transformado no maior núcleo industrial de Minas Gerais.
As grandes empresas ocuparam os terrenos que ofereciam melhores condições de acessibilidade e infra-estrutura de saneamento, desprezando áreas menos favorecidas e aquelas inadequadas à edificações, como as margens dos córregos. Estes espaços foram então ocupados por famílias que buscavam alojar-se em locais próximos a bens e serviços e, principalmente, ao emprego, dando início à formação de assentamentos informais.
Situada na Cidade Industrial, região com o menor IDH do município de Contagem, a Vila Barraginha surgiu no final da década de 1950, a partir da implantação de 20 moradias em área de talvegue ocupada por um antigo depósito de lixo. Seu nome está relacionado a um barramento artificial existente no local, que represava águas com o intuito de suprir as necessidades das indústrias próximas.
A comunidade possui um histórico de tragédias, sendo a maior ocorrida em 1992, deixando 37 mortos, centenas de feridos e 1700 desabrigados. O sítio por ela ocupado apresenta risco geológico, em razão da presença de argila de baixa resistência em seu sub-solo, o que marcou sua história pela ocorrência de acidentes que levaram à perda de famílias residentes no local.

## Tragédia da Vila Barraginha
Forte estrondo e ventania precederam a uma avalanche terra, às 13:40 horas do dia 18 de março de 1992 que deixou os moradores da Vila Barraginha totalmente desolados. O acidente provocou a morte de 37 moradores, cobriu 150 barracos e, até às 21 horas, 74 sobreviventes haviam sido retirados dos escombros e atendidos em hospitais, sendo que 48 continuavam internados, 8 em estado grave.
Estas foram notícias publicadas por jornais de Minas Gerais e São Paulo no dia seguinte, relatando que na maior tragédia, das três ocorridas na barraginha, uma tonelada de terra se desprendeu de um aterro em construção pela empresa M. Martins Construção e Comércio Ltda, que fazia divisa com a Vila, soterrando 150 barracos e casas. Devido à proporção, este acidente teve repercussões nacionais e internacionais.

## Vila Barraginha na atualidade
Caracterizada por lotes irregulares distribuídos em vários becos compridos e estreitos, muitas residências são consideradas improvisadas e de baixo padrão de construção. O local é considerado inadequado para ocupação residencial pela possibilidade de novos escorregamentos.
A comunidadeA fragilização de vínculos sociais dos moradores da Vila Barraginha: desafios na luta por melhores condições de vida. 2004. 150f. Projeto de pesquisa - Pontifícia Universidade Católica de Minas Gerais, Departamento de Serviço Social é formada por 495 famílias e possui um considerável histórico de mobilização. Em 2005, os moradores da Vila Barraginha aprovaram no Orçamento Participativo da Prefeitura Municipal de Contagem, recurso para asfaltamento de ruas na Vila. Nesta primeira edição foram mobilizadas mais pessoas para as reuniões do que o Bairro Industrial que possui trinta vezes a quantidade de habitantes da Vila Barraginha.
Foi conquistado no O.P. R$ 200.000,00 (duzentos mil reais) para asfaltar todas as ruas da comunidade. Porém nenhum dos engenheiros da prefeitura quis assinar o projeto das obras devido ao histórico de tragédias da vila, considerando-a como área de risco.
Varias propostas foram apresentadas para utilização do recurso como a construção da sede da Associação de Moradores, a construção de um PSF, pois a casa onde é instalado não tem janelas, ou retorno do Centro Infantil Pequeno Príncipe para a Barraginha, creche comunitária, retirada da vila depois da tragédia de 1992.
Contudo, nenhum destas propostas atacava o principal problema da Vila Barraginha, que era o fantasma, de ser ou não ser área de risco. Através de reuniões dos moradores com a equipe da Secretaria de Desenvolvimento Urbano, foi vislumbrada a possibilidade de utilizar os recursos conquistados no O.P. para estudos definitivos sobre a abrangência, gravidade e dimensão do risco na vila, assim como as possíveis intervenções.
O estudo dimensionou a abrangência do risco geológico, que consiste em toda a extensão da comunidade e apontou perspectivas e possíveis medidas para mitigar os riscos, definindo as obras e ações a serem feitas na vila de forma a melhorar a qualidade de vida de sua população, transformando a área em um bairro da cidade de Contagem.
O estudo sinalizou ainda a possibilidade de estabilização de toda a Vila, através da implantação de projeto geotécnico que promovesse o aterramento da área, através da constituição de platôs com pequenos desníveis entre eles, possibilitando novas construções, projetadas com fundações profundas, a serem estruturadas em terreno firme, evitando assim a necessidade de desapropriação e reassentamento dos moradores em outro local.
No entento, o estudo também apontou a necessidade de implantar-se rigoroso monitoramento da área, de forma a manter-se o controle da ocupação na Vila, impedindo que novas construções fossem realizadas, que segundos pavimentos fossem edificados nas habitações existentes, entre outras medidas.
Após este processo, a prefeitura obteve financiamento junto ao Governo Federal para a execução das intervenções definidas.
Na estratégia traçada, as famílias teriam duas opções: reassentamento em conjuntos habitacionais na própria área da Vila, depois de mitigado o risco, ou indenização de sua residência e transferência para outras moradias de sua escolha.
Finalizada a nova configuração geotécnica da Vila, um novo projeto urbanístico foi concebido, com definição do sistema viário principal e secundário, e das áreas de lazer e institucionais (praça, campo de futebol, centro de saúde, igreja e creche), bem como de centro comercial. Além deste projeto, estão sendo desenvolvidos os complementares: abastecimento de água, esgoto, entre outros, visando dar dignidade aos moradores da comunidade.